# Бингем (округ)
Би́нгем (англ. Bingham) — округ в штате Айдахо. Административным центром является город Блэкфут.

## История
Округ Бингем был образован 13 января 1885 года отделением от округа Онейда. Название округу дал губернатор территории Айдахо Уильям Бунн в честь своего друга Генри Бингема, конгрессмена из Пенсильвании. В 1893 году от округа Бингема был отделён округ Фримонт, в 1911 году — Бонневилл, в 1913 году — Пауэр, и в 1917 году — Бьютт.

## Население
По состоянию на 2008 год население округа составляло 43 903 человек. Округ находится на 7-м месте в штате по населению. С 2003 года численность населения увеличилась на 2,32 %. Ниже приводится динамика численности населения округа.

## География
Округ Бингем располагается в восточной части штата Айдахо. Площадь округа составляет 5 491 км², из которых 66 км² (1.20 %) занято водой.
|       | Бьютт  | Джефферсон |  |  |
| Блейн | север  | Бонневилл  |  |  |
| Блейн | Бингем | Бонневилл  |  |  |
| Блейн | юг     | Бонневилл  |  |  |
| Пауэр | Баннок | Карибу     |  |  |

### Дороги
- — I-15
- — US 20
- — US 26
- — US 91
- — SH-39